# Haakon Sörvik
Haakon Abraham Sörvik (Göteborg, Västra Götaland, 31 d'octubre de 1886 – Göteborg, 30 de maig de 1970) va ser un gimnasta suec que va competir a principis del segle xx. Era germà dels també esportistes Birger i Leif Sörvik.
El 1908 va prendre part en els Jocs Olímpics de Londres, on guanyà la medalla d'or en la prova del concurs complet per equips, com a membre de l'equip suec.